# Sélection artificielle

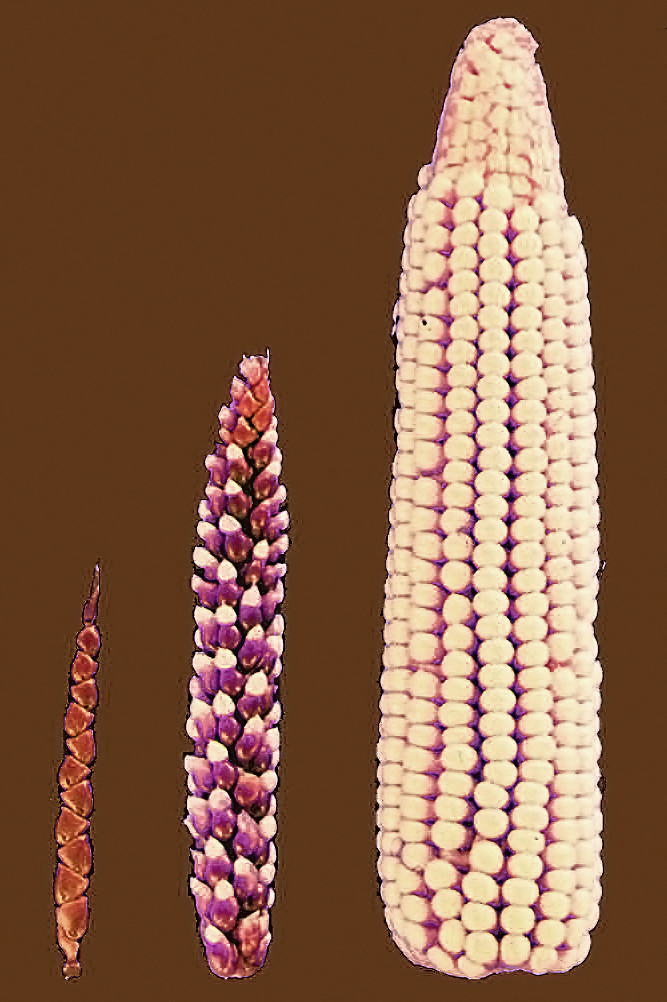
Évolution du teocintle au maïs moderne.

La sélection artificielle porte sur :
- l'élevage sélectif des animaux, éléments de la domestication des animaux, et en sélectionnant certains de leurs traits qui ne pourraient être conservés dans des populations sauvages, car défavorables à la survie des individus et/ou des populations ;
- la culture sélective des plantes. Chez les plantes, la sélection artificielle est une méthode utilisée par l'homme pour choisir des caractéristiques spécifiques chez une espèce, afin d'améliorer ses propriétés biologiques et économiques. Cette méthode consiste à isoler les plantes possédant les caractéristiques désirées et à les reproduire entre elles, créant ainsi des populations avec ces nouvelles propriétés. Elle a par exemple permis l’évolution du maïs moderne.